# إم بي سي بلاس
إم بي سي بلاس (هانغل: MBC 플러스, 엠비씨 플러스) هي شركة كورية جنوبية تابعة لشركة إم بي سي، لإنتاج وسائط الإعلام، البث والاتصالات للشبكات غير الحرة، وتبث على القمر الصناعي سكاي لايف ووعلى 'تلفزيون الكابل' (KCTA).

## الشركات الفرعية
- إم بي سي دراما (المعروفة أيضا باسم إم بي سي دراما نت) - للدراما وبرامج الترفيه.
- إم بي سي إسبن - وهي مشروع مشترك مع إسبن ستار سبورت، لرياضات كل من (المحترفين والهواة).
- إم بي سي جيم - للرياضة الالكترونية (لعبة على الإنترنت، خاصة للشباب).
- إم بي سي إفري وان - قناة للترفيه للبرامج المتنوعة. (إم بي سي أفلام سابقا)

## وصلات خارجية
- الموقع الرسمي لإم بي سي بلاس (الكورية)